# 3-Brompropin
3-Brompropin ist eine chemische Verbindung des Broms aus der Gruppe der ungesättigten Halogenkohlenwasserstoffe mit einer C≡C-Dreifachbindung.

## Gewinnung und Darstellung
Die Verbindung kann durch Reaktion von Propargylalkohol mit Phosphortribromid gewonnen werden.

## Eigenschaften
3-Brompropin ist eine leicht flüchtige, farblose bis gelbliche Flüssigkeit mit stechendem Geruch, die praktisch unlöslich in Wasser ist. Sie zersetzt sich bei Erhitzung, wobei an Luft Kohlenmonoxid, Kohlendioxid und Bromwasserstoff entstehen können.
Mit Aldehyden kann es mit einer Barbier-Reaktion zu Alkinalkoholen reagieren:

## Verwendung
3-Brompropin wurde in den 1960er-Jahren zur Verbesserung der Wirkung von Chlorpikrin und Methylbromid verwendet. Die Mischung aus 60 % Methylbromid, 30 % Chlorpikrin und 9 % 3-Brompropin war bis 1968 unter dem Namen Trizone im Handel. Ab 2000 wurde der Einsatz als Begasungsmittel und Ersatz für Methylbromid in den USA wieder untersucht. Außerdem ist es ein Zwischenprodukt für die Herstellung von anderen chemischen Verbindungen wie zum Beispiel Allenylmagnesiumbromid.

## Sicherheitshinweise
Die Dämpfe von 3-Brompropin können mit Luft ein explosionsfähiges Gemisch (Flammpunkt 18 °C, Zündtemperatur 324 °C) bilden. Die Verbindung ist instabil und erfordert einen Stabilisator für den sicheren Umgang. Es kommt meist gelöst in Toluol oder Xylol in den Handel.